# Fetih I Girej
Fetih I Girej, Feth I Girej, Fetigerej (1557-1596) – chan krymski od jesieni 1596 roku do wiosny 1597 roku. Brat i kałga (1588-1596) chana Ğazı II Gireja, zamordowany przez niego w walce o tron Chanatu Krymskiego.
W 1596 roku wyprawił się na czele wojsk krymskich na Hospodarstwo Wołoskie i Mołdawskie, gdzie wyróżnił się talentem militarnym i odwagą. Został mianowany chanem krymskim przez sułtana Mehmeda III w miejsce Ğazı II Gireja, który nie pojawił się na tureckiej wyprawie wojennej na Węgry. Przegrawszy spór o władzę z bratem udał się do Czerkiesów. Latem 1597 roku próbował opanować Bachczysaraj siłą, lecz musiał uciekać do tureckiej Kaffy. Po krótkich negocjacjach zdał się na łaskę chana, lecz ten jej nie okazał i zamordował brata wraz z całą jego rodziną.